# Государственные символы Грузии
Государственные символы Республики Грузии— установленные конституционным законом отличительные знаки государства — Грузии.
К государственным символам относятся:
- Государственный флаг Грузии
- Государственный герб Грузии
- Государственный гимн Грузии

## Флаг
Нынешний флаг, повторяющий историческое знамя Грузинского царства, был утверждён 14 января 2004 года особым «Законом о Флаге», в котором, в частности, даётся схема флага с указанием его пропорций. Отношение длины к ширине — 3:2. Ширина креста равна 1/5 ширины полотнища. Флаг представляет собой прямоугольное полотнище белого цвета с четырьмя маленькими равносторонними Болнисско-Кацхскими в четырёх квадрантах красными крестами и одним центральным Георгиевским. Кресты являются общехристианским символом, олицетворяющим Иисуса Христа-Спасителя и четырёх евангелистов, распространяющих учение на все четыре стороны света. Пять крестов, соединённых в один символ, также могут символизировать раны Христа, которые Он получил во время Распятия. Серебряный (белый) цвет в геральдике указывает на невинность, непорочность, чистоту, мудрость, а красный — мужество, отвагу, справедливость и любовь.
Флаг Грузии является одним из древнейших флагов мира и используется с XIII века. До утверждения парламентом страны в качестве государственного флага использовался «Единым национальным движением» Михаила Саакашвили. По некоторым данным изображения пяти крестов на территории Грузии были обнаружены в развалинах Некреской церкви (не позже VI века), на фасадах церквей Св. Георгия в Бочорме (X—XI века) и Чхари (XIII—XIV века); Дманиси (XIV—XV века.) и т. д.

## Герб
Изначально предлагался иной проект нового герба Грузии. Современный герб был принят 1 октября 2004 года. Он представляет собой щит красного цвета с изображением серебряной фигуры покровителя Грузии — Святого Георгия на коне, поражающего копьём дракона. Щит увенчан золотой короной, держат его 2 золотых льва. Под щитом находится лента с девизом «Сила в единстве». Герб частично основан на средневековом гербе грузинского царского дома Багратионов (Багратиони). Автором нынешнего герба является Мамука Гонгадзе.

Герб имеет три геральдических версии: большой (основной), средний и малый гербы.

Большой (основной) герб
Средний герб
Малый герб

## Гимн
Современный гимн Грузии «Тависуплеба» утверждён в мае 2004 года. Музыка взята из двух опер Захария Палиашвили (1871—1933) — «Даиси» («Сумерки») и «Абесалом и Этери», автор текста — современный грузинский поэт Давид Маградзе, использовавший цитаты из стихотворений грузинских поэтов-классиков — Акакия Церетели, Григола Орбелиани и Галактиона Табидзе.